# يوكي تاكاهاشي (1978)
يوكي تاكاهاشي (باليابانية: 高橋 勇菊) (3 مارس 1978 في اليابان – )؛ هو لاعب كرة قدم سابق كان يلعب كمدافع.